# Thế vận hội Người khuyết tật Mùa đông
Thế vận hội Người khuyết tật Mùa đông là một sự kiện thể thao đa môn quốc tế mà các vận động viên khuyết tật về thể chất cạnh tranh trong tuyết rơi và thể thao băng. Điều này bao gồm các vận động viên bị khuyết tật vận động, cắt cụt chi, suy giảm thị lực và bại não. Thế vận hội Người khuyết tật Mùa đông được tổ chức bốn năm một lần ngay sau Thế vận hội Mùa đông. Thế vận hội Người khuyết tật Mùa đông cũng được tổ chức bởi thành phố tổ chức Thế vận hội Mùa đông. Ủy ban Paralympic Quốc tế (IPC) giám sát Thế vận hội Người khuyết tật Mùa đông. Huy chương được trao trong mỗi nội dung thi đấu: với huy chương vàng cho vị trí thứ nhất, bạc cho vị trí thứ hai và đồng cho vị trí thứ ba, theo truyền thống mà Thế vận hội bắt đầu vào năm 1904.
Thế vận hội Người khuyết tật Mùa đông bắt đầu vào năm 1976 tại Örnsköldsvik, Thụy Điển. Những đại hội đó là Thế vận hội Người khuyết tật đầu tiên (Mùa hè hoặc Mùa đông) có các vận động viên khác ngoài các vận động viên xe lăn. Thế vận hội đã mở rộng và trưởng thành để trở thành (cùng với Thế vận hội Mùa hè) là một phần của sự kiện thể thao quốc tế lớn nhất sau Thế vận hội. Với sự mở rộng của họ, nhu cầu về một hệ thống phân loại rất cụ thể đã nảy sinh. Hệ thống này cũng đã gây ra tranh cãi và mở ra cơ hội gian lận. Vận động viên Thế vận hội Người khuyết tật Mùa đông cũng đã bị kết án về việc sử dụng steroid và các hình thức gian lận khác đối với các vận động viên Paralympic, đã làm mất tính toàn vẹn của Thế vận hội.

## Gian lận
Các vận động viên đã bị gian lận bởi sự suy yếu quá mức để có lợi thế cạnh tranh và sử dụng các loại thuốc tăng cường hiệu suất. Vận động viên trượt tuyết người Đức Thomas Oelsner trở thành vận động viên Thế vận hội Người khuyết tật Mùa đông đầu tiên thử nghiệm dương tính với steroid vào năm 2002. Anh đã giành được hai huy chương vàng trong các nội dung thi đấu trượt tuyết đổ đèo nhưng đã bị tước huy chương. Một mối quan tâm hiện đang đối mặt với các quan chức Paralympic là kỹ thuật tăng huyết áp, được gọi là chứng khó đọc tự chủ. Tăng huyết áp có thể cải thiện hiệu suất 15% và hiệu quả nhất trong các môn thể thao sức bền như trượt tuyết băng đồng. Để tăng huyết áp, vận động viên sẽ cố tình gây chấn thương chân tay dưới chấn thương cột sống. Chấn thương này có thể bao gồm gãy xương, trói tứ chi quá chặt và sử dụng vớ nén chịu áp lực cao. Chấn thương không gây đau đớn cho vận động viên nhưng ảnh hưởng đến cơ thể và tác động đến huyết áp của vận động viên, cũng như các kỹ thuật có thể như cho phép bàng quang bị đầy.
Ủy ban Paralympic Quốc tế (IPC) đã tìm thấy bằng chứng cho thấy Phương pháp tích cực biến mất đang hoạt động tại Thế vận hội Người khuyết tật Mùa đông 2014 ở Sochi. Vào ngày 7 tháng 8 năm 2016, Hội đồng Quản trị của IPC đã bỏ phiếu nhất trí cấm toàn bộ đội tuyển Nga khỏi Thế vận hội Người khuyết tật Mùa hè 2016, với lý do Ủy ban Paralympic Nga không thể thi hành Bộ luật chống Doping của IPC và Bộ luật chống Doping Thế giới là "một yêu cầu cơ bản của hiến pháp". Chủ tịch IPC, Ngài Philip Craven tuyên bố rằng chính phủ Nga đã "thất bại thảm hại cho các vận động viên Người khuyết tật". Chủ tịch Hội đồng các vận động viên của IPC, ông Todd Nicholson nói rằng Nga đã sử dụng các vận động viên như "những con tốt" để "thể hiện sức mạnh toàn cầu".

## Danh sách các môn thể thao Paralympic
Một số môn thể thao khác nhau là một phần của chương trình Paralympic ở điểm này hay điểm khác.
      Màu sắc này biểu thị môn thể thao đã ngừng hoạt động
| Môn thể thao                          | Năm                  |
| ------------------------------------- | -------------------- |
| Trượt tuyết đổ đèo                    | Tất cả               |
| Xe trượt khúc côn cầu trên băng       | Kể từ năm 1994       |
| Đua xe trên băng                      | 1980–1988, 1994–1998 |
| Hai môn phối hợp                      | Kể từ năm 1988       |
| Trượt tuyết băng đồng Bắc Âu          | Tất cả               |
| Trượt ván trên tuyết người khuyết tật | Kể từ năm 2014       |
| Bi đá trên băng xe lăn                | Kể từ năm 2006       |

## Bảng tổng sắp huy chương mọi thời đại
Theo dữ liệu chính thức của Ủy ban Paralympic Quốc tế. Bảng này liệt kê 20 quốc gia hàng đầu, được xếp hạng theo số lượng vàng, sau đó là bạc, sau đó là đồng.
| Số | Quốc gia                     | Đại hội | Vàng | Bạc | Đồng | Tổng số |
| -- | ---------------------------- | ------- | ---- | --- | ---- | ------- |
| 1  | Đức (GER)                    | 12      | 137  | 121 | 106  | 364     |
| 2  | Na Uy (NOR)                  | 12      | 136  | 109 | 85   | 327     |
| 3  | Hoa Kỳ (USA)                 | 12      | 110  | 119 | 84   | 313     |
| 4  | Áo (AUT)                     | 12      | 104  | 115 | 113  | 332     |
| 5  | Nga (RUS)                    | 6       | 84   | 88  | 61   | 233     |
| 6  | Phần Lan (FIN)               | 12      | 77   | 48  | 61   | 185     |
| 7  | Pháp (FRA)                   | 12      | 59   | 55  | 57   | 171     |
| 8  | Thụy Sĩ (SUI)                | 12      | 53   | 55  | 48   | 156     |
| 9  | Canada (CAN)                 | 12      | 51   | 47  | 65   | 163     |
| 11 | Ukraina (UKR)                | 6       | 27   | 41  | 44   | 112     |
| 10 | Thụy Điển (SWE)              | 12      | 26   | 33  | 41   | 100     |
| 12 | Nhật Bản (JPN)               | 12      | 23   | 42  | 35   | 90      |
| 13 | New Zealand (NZL)            | 11      | 16   | 6   | 9    | 31      |
| 14 | Tây Ban Nha (ESP)            | 11      | 15   | 16  | 12   | 43      |
| 15 | Slovakia (SVK)               | 7       | 15   | 21  | 19   | 55      |
| 16 | Ý (ITA)                      | 11      | 14   | 22  | 30   | 66      |
| 17 | Úc (AUS)                     | 11      | 12   | 6   | 16   | 34      |
| 18 | Ba Lan (POL)                 | 11      | 11   | 6   | 28   | 45      |
| 19 | Đoàn thể thao hợp nhất (EUN) | 1       | 10   | 8   | 3    | 21      |
| 20 | Belarus (BLR)                | 6       | 8    | 11  | 16   | 35      |

## Danh sách Thế vận hội Người khuyết tật Mùa đông
| Đại hội | Năm  | Chủ nhà                       | Tuyên bố khai mạc                 | Các ngày               | Quốc gia | Đối thủ | Đối thủ | Đối thủ | Môn thể thao | Nội dung | Quốc gia hàng đầu |
| Đại hội | Năm  | Chủ nhà                       | Tuyên bố khai mạc                 | Các ngày               | Quốc gia | Tổng số | Nam     | Nữ      | Môn thể thao | Nội dung | Quốc gia hàng đầu |
| ------- | ---- | ----------------------------- | --------------------------------- | ---------------------- | -------- | ------- | ------- | ------- | ------------ | -------- | ----------------- |
| I       | 1976 | Örnsköldsvik, Thụy Điển       | Vua Carl XVI Gustaf của Thụy Điển | 21–28 tháng 2          | 16       | 53      |         |         | 2            | 53       | Tây Đức (FRG)     |
| II      | 1980 | Geilo, Na Uy                  | Vua Olav V của Na Uy              | 1–7 tháng 2            | 18       | 299     |         |         | 2            | 63       | Na Uy (NOR)       |
| III     | 1984 | Innsbruck, Áo                 | Tổng thống Rudolf Kirchschläger   | 14–20 tháng 1          | 21       | 419     |         |         | 3            | 107      | Áo (AUT)          |
| IV      | 1988 | Innsbruck, Áo                 | Tổng thống Kurt Waldheim          | 18–25 tháng 1          | 22       | 377     |         |         | 4            | 97       | Na Uy (NOR)       |
| V       | 1992 | Tignes - Albertville, Pháp    | Tổng thống François Mitterrand    | 25 tháng 3 – 1 tháng 4 | 24       | 365     | 288     | 77      | 3            | 78       | Hoa Kỳ (USA)      |
| VI      | 1994 | Lillehammer, Na Uy            | Sonja, Vương hậu Na Uy            | 10–19 tháng 3          | 31       | 471     |         |         | 5            | 133      | Na Uy (NOR)       |
| VII     | 1998 | Nagano, Nhật Bản              | Thái tử Naruhito                  | 5–14 tháng 3           | 32       | 571     |         |         | 5            | 122      | Na Uy (NOR)       |
| VIII    | 2002 | Thành phố Salt Lake, Hoa Kỳ   | Tổng thống George W. Bush         | 7–16 tháng 3           | 36       | 416     |         |         | 4            | 92       | Đức (GER)         |
| IX      | 2006 | Turin, Ý                      | Tổng thống Carlo Azeglio Ciampi   | 10–19 tháng 3          | 39       | 486     |         |         | 5            | 58       | Nga (RUS)         |
| X       | 2010 | Vancouver - Whistler, Canada  | Toàn quyền Michaëlle Jean         | 12–21 tháng 3          | 44       | 506     |         |         | 5            | 64       | Đức (GER)         |
| XI      | 2014 | Sochi, Nga                    | Tổng thống Vladimir Putin         | 7–16 tháng 3           | 45       | 550     |         |         | 6            | 72       | Nga (RUS)         |
| XII     | 2018 | Pyeongchang, Hàn Quốc         | Tổng thống Moon Jae-in            | 9–18 tháng 3           | 49       | 569     |         |         | 6            | 80       | Hoa Kỳ (USA)      |
| XIII    | 2022 | Bắc Kinh, Trung Quốc          |                                   | 4–13 tháng 3           |          |         |         |         | 6            | 82       |                   |
| XIV     | 2026 | Milan và Cortina d'Ampezzo, Ý |                                   | 6–15 tháng 3           |          |         |         |         |              |          |                   |